# William Hamilton

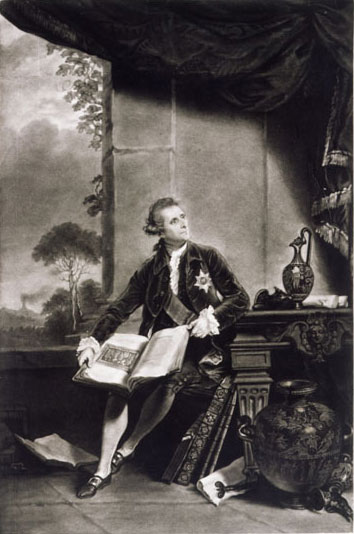
Sir William Hamilton. Porträtgemälde von Henry Hudson. Im Hintergrund eine Oinochoe des Meidias-Malers.

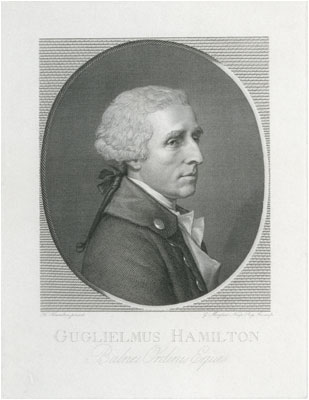
Sir William Hamilton

Sir William Hamilton (* 13. Dezember 1730 in London oder Henley-on-Thames; † 6. April 1803 in London) war ein britischer Diplomat, Kunstsammler und Vulkanologe.

## Leben
Hamilton war der vierte Sohn von Lord Archibald Hamilton (1673–1754) aus dessen dritter Ehe mit Lady Jane Hamilton († 1753), Tochter des James Hamilton, 6. Earl of Abercorn. Sein Vater war ein Sohn des William Douglas-Hamilton, Duke of Hamilton, und der Anne Hamilton, 3. Duchess of Hamilton. Seine Eltern bewohnten das Anwesen Park Place bei Henley-on-Thames in Berkshire. Seine Mutter war von 1736 bis 1745 Hofdame von Augusta, Princess of Wales, und wahrscheinlich bald Mätresse von Frederick, Prince of Wales, der Park Place 1738 kaufte. So wuchs William Hamilton gemeinsam mit Fredericks Sohn, dem späteren Georg III. auf, der diesen später als seinen Pflegebruder (foster brother) bezeichnete.
Von 1739 bis 1746 besuchte Hamilton die Westminster School. 1747 trat er in die britische Armee ein und erwarb ein Offizierspatent als Ensign des 3rd Regiment of Foot Guards. Bis zum Ende Österreichischen Erbfolgekriegs, 1748, diente er unter dem Duke of Cumberland in den Niederlanden. Später diente er als Adjutant von Henry Seymour Conway, der nach dem Tod von Frederick, Prince of Wales, Hamiltons Elternhaus Park Place gekauft hatte. 1753 wurde er zum Lieutenant befördert. Er kämpfte im Siebenjährigen Krieg und nahm im September 1757 am erfolglosen Angriff auf den Hafen von Rochefort teil. Nachdem er am 25. Januar 1758 Catherine Barlow, Tochter des Unterhausabgeordneten Hugh Barlow, geheiratet hatte, trat er im Mai 1758 aus der Armee aus. Die Ehe blieb kinderlos. Catherine starb am 25. August 1782.
Von 1761 bis 1765 war Hamilton als Abgeordneter für das Pocket borough Midhurst in Sussex Mitglied des House of Commons. Im Parlament unterstützte er die königliche Partei unter Führung des Earl of Bute. König Georg III. verlieh ihm in dieser Zeit das Hofamt des Stallmeisters.
Von 1764 bis 1799 diente Hamilton als britischer Diplomat am Hof des Königreichs Neapel. Er nutzte diese Zeit unter anderem, um die lokalen vulkanischen Aktivitäten und Erdbeben zu untersuchen. Er berichtete über seine Forschungen als korrespondierendes Mitglied an die Royal Society in London und verfasste außerdem jeweils ein Buch über die römische Stadt Pompeji, über etruskische, römische und griechische Antiquitäten sowie über den Vesuv. Er sammelte griechischen Vasen, die er von Pierre-François Hugues d’Hancarville im Werk Collection Of Etruscan, Greek And Roman Antiquities From The Cabinet Of The Honble. Wm. Hamilton publizieren ließ, was einen Antikenboom auslöste. Hamilton verkaufte die Sammlung 1772 an das British Museum in London. Später begann er eine zweite Sammlung, die durch Versteigerung zerstreut wurde. Der größte Teil gelangte in die Sammlung von Thomas Hope.
Im Januar 1772 wurde er als Knight Companion des Order of the Bath geadelt.
Für die Weimarer Klassik ist Hamilton insofern von Bedeutung, als er in Rom und Neapel mit Johann Wolfgang von Goethe und Karl Philipp Moritz zusammentraf und wegen seines archäologischen Sachverstandes großen Einfluss auf deren beider Italienbild ausübte. 1765 lernte Fürst Leopold III. von Anhalt-Dessau ihn auf seiner Grand Tour kennen; die Begegnung hatte insbesondere auch Einfluss auf die Gestaltung der Insel Stein im Wörlitzer Park, wo Fürst Leopold neben einer Nachbildung des Vesuvs auch eine „Villa Hamilton“ errichten ließ.
1786 lernte William Hamilton Emma Lyon kennen, die die Geliebte eines seiner Neffen gewesen war. Hamilton war fasziniert von dieser Frau, die sich ihren Lebensunterhalt unter anderem durch erotische Tänze verdiente. Goethe berichtete über seine Besuche bei Hamilton und die Darbietungen Emmas in der Italienischen Reise. Am 6. September 1791 heiratete Hamilton die 26-Jährige, was einen größeren Skandal auslöste. Emma Hamilton wurde später die Geliebte von Horatio Nelson.
1792 wurde Hamilton in die American Academy of Arts and Sciences gewählt.

## Schriften
- Observations on Mount Vesuvius, Mount Etna, and other Volcanos. Cadell, London 1772; 2. Auflage 1773 (Digitalisat); Neuauflage 1774 (Digitalisat).
  - Beobachtungen über den Vesuv, den Aetna und andere Vulkane. In einer Reihe von Briefen an die Königlich Großbritannische Gesellschaft der Wissenschaften. Nebst neuen, erläuternden Anmerkungen des Herrn Verfassers. Haude und Spener, Berlin 1773 (Digitalisat).
- Campi Phlegræi. Observations on the Volcanoes of the Two Sicilies, as they have been communicated to the Royal Society of London. = Campi Phlegræi. Observations sur les volcans des Deux Siciles, telles qu’elles ont été communiquieés à la Societé Royale de Londres. s. n., Neapel 1776–1779; Nachdruck: Banco di Napoli, Neapel 1985.
- Bericht vom gegenwärtigen Zustande des Vesuvs, und Beschreibung einer Reise in die Provinz Abruzzo und nach der Insel Ponza. Der Königlichen Societät zu London vorgelesen den 4. May, 1786. Waltherische Hofbuchhandlung, Dresden 1787 (urn:nbn:de:bvb:12-bsb10051991-9 Digitalisat; Digitalisat einer Rezension).